# 몰스킨

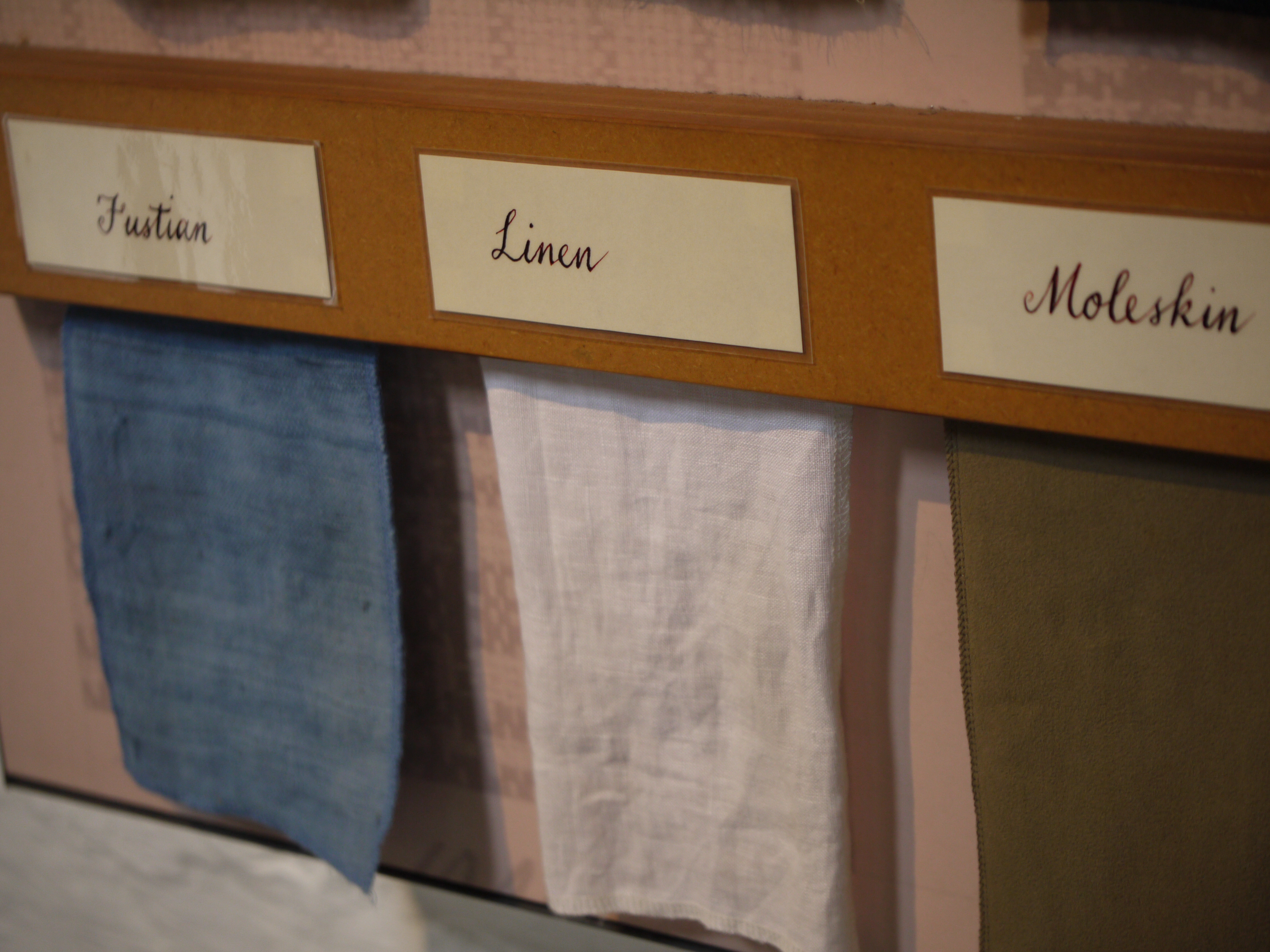

몰스킨(moleskin)은 두더지의 모피라고도 불리며, 면 퍼스티안 직이라고 불리기도 한다. 면 퍼스티안 직은 우단 모양으로 짠 두꺼운 면직물로, 가죽에 보풀을 일게 해 부드러운 감촉을 내 두더지의 가죽과 비슷한 느낌을 주는 면직물이다.

## 활용
몰스킨은 특히 수첩, 노트 커버, 케이스 등에 많이 사용되는 데, 이는 부드러운 감촉에서 기인한다. 몰스킨 노트의 경우 200여 년 전 프랑스에서 만들어졌는데, 두툼한 미색의 속지와 검은색 양피 커버, 그리고 이를 묶어주는 고무 밴드가 특징인 수첩이었다. 이 수첩은 유럽에서 많은 관심을 끌었고, 특히 지식인들 사이에서 애용되었다고도 한다. 그러나 이 프랑스제 몰스킨은 1986년까지만 만들어졌고, 지금 출시되는 몰스킨은 이탈리아에서 2006년부터 만들고 있는 제품이다. 프랑스제와 이탈리아제의 차이는 단연 커버 재질의 변화이다. 프랑스제 몰스킨은 양피를 쓰는 반면 이탈리아제 몰스킨은 비닐 인조 가죽을 사용하는 탓에 예전의 기품을 재현해내지 못한다는 평도 받고 있다. 그러나 이런 몰스킨도 이탈리아 '몰스킨'회사의 적자로 인하여 2013년 초 매물로 등장해 매각될 위기에 처해 있다고 한다.

## 참조
1. ↑  http://endic.naver.com/enkrEntry.nhn?entryId=dc9c3521b2654f76b0be818a361893ad
2. ↑  http://news.mk.co.kr/newsRead.php?year=2013&no=226099